# Leonor de Sousa Prado
Leonor de Sousa Prado (Porto, 4 de maio de 1917 — Lisboa, 26 de dezembro de 2007), violinista portuguesa.

## Biografia
Iniciou os estudos musicais no Porto, sua terra natal, com Cláudio Carneyro e René Bohet. Em 1938, classificou-se em primeiro lugar num concurso de provas públicas para uma bolsa de estudo do Instituto de Alta Cultura, indo estudar em Bruxelas com Albert Zimmer e Carl Flesch. De regresso a Portugal, devido à Segunda Guerra Mundial, trabalhou ainda com Juan Manén e Maxim Jacobsen. Em 1941, foi-lhe atribuído o prémio “Moreira de Sá” (Porto) e, em 1943, o Primeiro Prémio de Violino da Emissora Nacional. De 1944 a 1946, foi professora do Conservatório de Música do Porto.
Nesse ano, fixou residência em Lisboa e passou a desenvolver uma intensa actividade como instrumentista: integrou o “Quarteto Nacional”, foi concertino da Academia de Instrumentistas de Câmara da Emissora Nacional desde a sua fundação, e desempenhou, de 1966 a 1968, idêntico lugar na Orquestra Gulbenkian. Fez parte do “Quarteto de Lisboa” e do “Trio de Lisboa”. Actuou como solista e em conjuntos de Câmara não só em Portugal, como em Angola, Moçambique, Espanha, França, Bélgica, Suíça, Inglaterra e Alemanha, e sob a direcção dos maestros Pedro de Freitas Branco, Silva Pereira, Frederico de Freitas, Henrique Casals, Paul Tortelier, Sandór Vegh, Enrique Toldrá, Walter Susskind, Raphael Frühbeck de Burgos, Franz-Paul Decker, Franco Mannino, Helmut Müller-Brühl, Robert Zeller, David Zinman, Karl Ristenpart, Urs Voegelin, Elaine Shaffer, Pierre Colombo, Adrian Sunshine, Edwin Fischer, Géza Anda, António Janigro, entre outros.
Da primeira emissão experimental da RTP (Radiotelevisão Portuguesa), que foi para o ar em 4 de Setembro de 1956, constou uma actuação do duo formado por Leonor de Sousa Prado e Nella Maissa (piano).
Foi elogiosamente qualificada por críticos musicais como, por exemplo, Luís de Freitas Branco ("O Século", 1952), João de Freitas Branco ("O Século", 1953), José Blanc de Portugal ("O Século", 1953), Francine Benoit ("Gazeta Musical", 1956, "A Capital", 1975), Ruy Coelho ("Diário de Notícias", 1964), Joly Braga Santos ("Diário da Manhã", 1965), Maria Helena de Freitas ("O Século Ilustrado", 1968), Hugo Rocha ("O Comércio do Porto", 1975).
Em 1972, é convidada para professora da classe de violino do Escola de Música do Conservatório Nacional, depois de exercer o mesmo cargo na Academia de Música de Santa Cecília. Posteriormente, leccionou na Fundação Musical dos Amigos das Crianças (FMAC).

## Obra
Além de inúmeras gravações efectuadas para a Emissora Nacional (depois Radiodifusão Portuguesa), algumas delas publicadas em vinil, tem editada em CD (editora Strauss, 1996, SP 4115) a gravação efectuada em 1959 do Concerto de Câmara para violino, piano e orquestra de Bohuslav Martinu, com a Orquestra Sinfónica Nacional sob a direcção de Pedro de Freitas Branco (Piano: Regina Cascaes), tendo sido também editados, no âmbito do Portugalsom, projeto discográfico do Ministério da Cultura, dois CD com gravações do “Trio de Lisboa” (Violoncelo: Pedro Corostola, Piano: Nella Maissa) realizadas nas décadas de 1960 e 1970 (Vol. I, editora Strauss, 1998, SP 4189, contendo o Trio nº 7, Op. 97 "Arquiduque" de Beethoven e o Trio nº 2, Op. 67 de Shostakovich, e Vol. II, editora Strauss, 1999, SP 4241, contendo o Trio nº 1, Op. 49 de Mendelssohn e o Trio nº 2, Op. 87 de Brahms).